# 영변 김씨
영변 김씨(寧邊金氏)는 평안북도 영변군을 본관으로 하는 한국의 성씨이다.
시조 김문현(金文賢)은 신라 경순왕의 후손으로, 조선에서 진사를 지냈다고 한다.

## 참고 자료
- “영변김씨(寧邊金氏)”. 뿌리를 찾아서.[깨진 링크(과거 내용 찾기)]